# Lifou

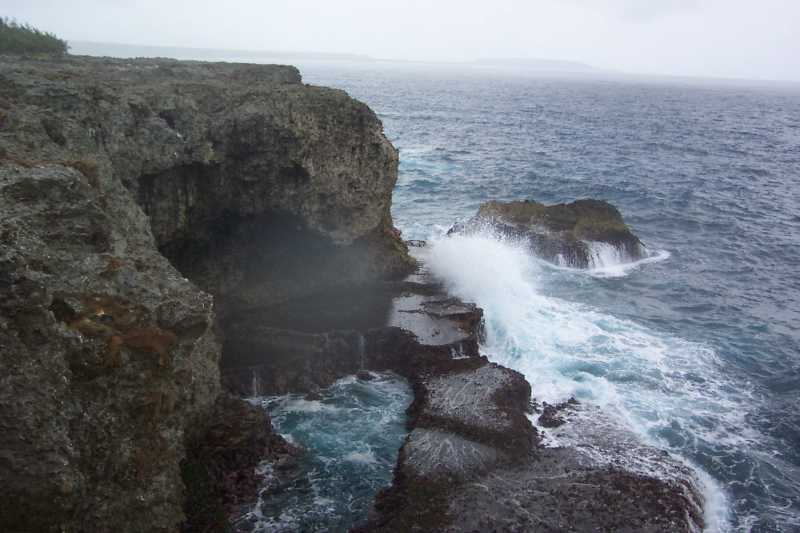
Stâncile de Xodre

Lifou este un atol ridicat cu o suprafață de 1.207,1 km² ce aparține de Îles Loyauté (Insulele Loialității) care fac parte din arhipelagul Noua Caledonie din Pacificul de Sud. Pe insulă trăiesc ca. 8.600 loc. Centrul administrativ al ei se află pe coasta de nord-est. Pe insulă se găsesc peșteri foarte frumoase.

## Personalități marcante
- Jacques Zimako și Christian Karembeu